# Oddział Wojewódzki Związku Ochotniczych Straży Pożarnych Rzeczypospolitej Polskiej
Oddział Wojewódzki Związku Ochotniczych Straży Pożarnych Rzeczypospolitej Polskiej – oddział Związku, obejmujący obszar całego województwa. Jest ich więc 16. Członkami danego oddziału są Oddziały Powiatowe ZOSP RP, występujące na danym obszarze działania.

## Zadania i kompetencje
- Zrzeszanie Oddziałów Powiatowych ZOSP RP.
- Zwoływanie co 5 lat Zjazdu Wojewódzkiego.
- Delegowanie wybranych osób na Zjazd Krajowy.
- Pomoc w tworzeniu KSRG na obszarze województwa.
- Powoływanie władz Oddziału Wojewódzkiego.
- Decydowanie o sprawach bieżących ZOSP RP na terenie danego województwa.

## Władze Oddziałów Wojewódzkich (w sensie ogólnym)
- Zjazd Wojewódzki
- Zarząd Wojewódzki
- Wojewódzka Komisja Rewizyjna
- Wojewódzki Sąd Honorowy

## Oddziały Wojewódzkie Związku w Polsce
1. Oddział Wojewódzki Związku Ochotniczych Straży Pożarnych Rzeczypospolitej Polskiej Województwa Wielkopolskiego im. gen. Stanisława Taczaka w Poznaniu
2. Oddział Wojewódzki Związku Ochotniczych Straży Pożarnych Rzeczypospolitej Polskiej Województwa Dolnośląskiego we Wrocławiu
3. Oddział Wojewódzki Związku Ochotniczych Straży Pożarnych Rzeczypospolitej Polskiej Województwa Kujawsko-Pomorskiego w Toruniu
4. Oddział Wojewódzki Związku Ochotniczych Straży Pożarnych Rzeczypospolitej Polskiej Województwa Lubelskiego w Lublinie
5. Oddział Wojewódzki Związku Ochotniczych Straży Pożarnych Rzeczypospolitej Polskiej Województwa Lubuskiego w Gorzowie Wielkopolskim
6. Oddział Wojewódzki Związku Ochotniczych Straży Pożarnych Rzeczypospolitej Polskiej Województwa Łódzkiego w Łodzi
7. Oddział Wojewódzki Związku Ochotniczych Straży Pożarnych Rzeczypospolitej Polskiej Województwa Małopolskiego w Krakowie
8. Oddział Wojewódzki Związku Ochotniczych Straży Pożarnych Rzeczypospolitej Polskiej Województwa Mazowieckiego w Warszawie
9. Oddział Wojewódzki Związku Ochotniczych Straży Pożarnych Rzeczypospolitej Polskiej Województwa Opolskiego w Opolu
10. Oddział Wojewódzki Związku Ochotniczych Straży Pożarnych Rzeczypospolitej Polskiej Województwa Podkarpackiego w Rzeszowie
11. Oddział Wojewódzki Związku Ochotniczych Straży Pożarnych Rzeczypospolitej Polskiej Województwa Podlaskiego w Białymstoku
12. Oddział Wojewódzki Związku Ochotniczych Straży Pożarnych Rzeczypospolitej Polskiej Województwa Pomorskiego w Gdańsku
13. Oddział Wojewódzki Związku Ochotniczych Straży Pożarnych Rzeczypospolitej Polskiej Województwa Śląskiego w Katowicach
14. Oddział Wojewódzki Związku Ochotniczych Straży Pożarnych Rzeczypospolitej Polskiej Województwa Świętokrzyskiego w Kielcach
15. Oddział Wojewódzki Związku Ochotniczych Straży Pożarnych Rzeczypospolitej Polskiej Województwa Warmińsko-Mazurskiego w Olsztynie
16. Oddział Wojewódzki Związku Ochotniczych Straży Pożarnych Rzeczypospolitej Polskiej Województwa Zachodniopomorskiego w Szczecinie